# 九巴工會
九巴工會指香港九龍巴士6個職工會。
- 汽車交通運輸業總工會（勞工處登記編號220[4]）九龍巴士分會，俗稱「汽總」／「紅簿」，1947年成立，左派工聯會屬會，約6300名會員。

- 九龍巴士職工總會，俗稱「巴總」／「白簿」，1950年成立，曾名為九龍汽車自由工會，登記編號280，右派港九工團聯合總會屬會，會員有1939人，現為工團總會最多會員之屬會，車長出身的前理事長陳恩賜曾長期兼任工團總會秘書長，及於1986年至1992年間，先後獲蔣經國總統及李登輝總統提名為中國國民黨候選人，並當選中華民國第一屆第五及第六次增額立法委員。

- 九巴員工協會，俗稱「九協」／「綠簿」，1988年籌辦，登記編號731，職工盟屬會，735人[5]。

- 九巴僱員工會，俗稱「金簿」，2015年成立，登記編號1295，有924名會員。

- 九巴職員權益工會，俗稱「藍簿」，2017年成立，登記編號1313，約400名會員。

- 月薪車長大聯盟，2018年成立，登記編號1330[6]，曾發動2018年九龍巴士薪酬調整工潮。

有工會代表批評九巴多年來只與兩個建制派背景的工會（汽總和巴總）溝通，令其他工會及部分不屬工會的車長不滿。